# Clelea sapphirina
Clelea sapphirina es una especie de polilla de la familia Zygaenidae.
Fue descrita científicamente por Walker en 1854.